# Порт Тревортон (Пенсилванија)
Порт Тревортон (енгл. Port Trevorton) насељено је место без административног статуса у америчкој савезној држави Пенсилванија.

## Демографија
По попису из 2010. године број становника је 769, што је 318 (70,5%) становника више него 2000. године.
| Група             | 2000.       | 2010.       |
| Белци             | 447 (99,1%) | 755 (98,2%) |
| Афроамериканци    | 1 (0,2%)    | 1 (0,1%)    |
| Азијати           | 1 (0,2%)    | 3 (0,4%)    |
| Хиспаноамериканци | 1 (0,2%)    | 8 (1,0%)    |
| Укупно            | 451         | 769         |